# Double Fine Productions
Double Fine Productions er et San Francisco-baseret computerspilfirma. Firmaet blev grundlagt i år 2000 af spildesigneren Tim Schafer efter at have forladt LucasArts. Han etablerede firmaet sammen med en del af teamet bag spillet Grim Fandango samt nogle nye ansatte.
Electronic Arts er distributør af det kommende spil fra Double Fine Productions, Brütal Legend, der skal udkomme i efteråret 2009.

## Spil
Double Fines første titel er platformspillet Psychonauts, som 10. februar 2006 blev udgivet i Europa (19. april 2005 i USA) til Xbox, PlayStation 2, og PC (Windows). Spillet, som blev rost af alle anmeldere, solgte dog ikke så godt som håbet. Men efter to et halvt år har spillet solgt over 400.000 kopier.
Double Fines næste titel er planlagt til at blive Brütal Legend, som efter nogen forsinkelse nu er sat til at udkomme i efteråret 2009. I spillet spiller man hovedrollen Eddy Riggs (spillet af Jack Black), en heavy metal-roadie, som bliver slugt ind i metalmusikrøddernes verden. Spillet skal udkomme til Sonys PlayStation 3 og Xbox 360.

## Priser
I 2006 fik Double Fine Productions prisen som "Best New Studio" på Game Developers Conference.
Psychonauts har modtaget flere priser, herunder PC Gamer Magazines pris "Best Game You Didn't Play" i 2005.